# Mathieu Bodmer
Mathieu Bodmer (Évreux, 1982. november 22. –) a Ligue 1-ben szereplő Nice és a francia labdarúgó-válogatott játékosa. Hátvédként és középpályásként is bevethető. Az édesapja híres francia énekes. 2009 júniusától nevelőklubja, az Évreux AFC elnöke.

## Pályafutása
Bodmer az Évreux AFC-ben kezdett el játszani, de viszonylag hamar átigazolt a másodosztályban szereplő SM Caen tartalék csapatához. 2 év után kapott profi szerződést. Hamar alapember lett. 2003-ig 105 mérkőzésen lépett pályára a klub színeiben és 5 gólt szerzett. Ez hozzásegítette, hogy 1 millió euróért leigazolja a Lille OSC csapata.

### Lille
A csapatnál jelenlegi edzője Claude Puel kezei között dolgozott. Első szezonjában 33 mérkőzésen szerepelt és 2 gólt szerzett. Majd a következő idényben a csapat a második helyen végzett a Ligue 1-ben és ezzel jogot szerzett a Bajnokok Ligájában való indulásra. Legkiemelkedőbb eredményük egy Old Trafford-ban elért döntetlen a Manchester United ellen. Ezzel a szerepléssel felkeltette több nagy klub érdeklődését. Többek között az Arsenal és a Manchester United is szerette volna a soraiban tudni, de Bodmer meghosszabbította a szerződését a Lille-lel.

### Olympique Lyon
2007 júniusában 6,5 millió euróért aláírt az Olympique Lyon csapatához. Vele együtt érkezett volt csapattársa Kabdul Kader Keïta. Új csapatában a szezon második mérkőzésén mutatkozott be. 2008 márciusában Raymond Domenech meghívót küldött neki a Francia labdarúgó-válogatott-ba egy Mali elleni találkozóra, ahol végigjátszotta a 90 percet. A 2008-2009-es idényben Athletic pubalgia-ban szenvedett és a középpályán is sok riválisa akadt, így alig lépett pályára. Mindössze 17 mérkőzésen lépett pályára a bajnokságban, ebből 6-szor csereként. A 2009-2010-es idényben a vezetőedző Claude Puel főleg középső hátvédként számít rá.

## Statisztikái
2009. augusztus 3-i állapot
| Idény | Klub               | Osztály | Bajnoki mérkőzések | Bajnoki gólok | Európai kupák | Európai kupa gólok |
| ----- | ------------------ | ------- | ------------------ | ------------- | ------------- | ------------------ |
| 97-98 | Évreux AC          | CFA 2   | -                  | -             | -             | -                  |
| 98-99 | SM Caen            | CFA 2   | -                  | -             | -             | -                  |
| 99-00 | SM Caen            | CFA 2   | -                  | -             | -             | -                  |
| 00-01 | SM Caen            | II.     | 24                 | 0             | -             | -                  |
| 01-02 | SM Caen            | II.     | 29                 | 2             | -             | -                  |
| 02-03 | SM Caen            | II.     | 26                 | 2             | -             | -                  |
| 03-04 | Lille OSC          | I.      | 33                 | 2             | -             | -                  |
| 04-05 | Lille OSC          | I.      | 35                 | 4             | 10            | 1                  |
| 05-06 | Lille OSC          | I.      | 35                 | 4             | 6+4           | 0+1                |
| 06-07 | Lille OSC          | I.      | 32                 | 8             | 8             | 0                  |
| 07-08 | Olympique Lyonnais | I.      | 37                 | 6             | 5             | 0                  |
| 08-09 | Olympique Lyonnais | I.      | 17                 | 0             | 3             | 0                  |

## Sikerei, díjai
- Francia bajnok: 2008
- Franciakupa-győztes: 2008
- Béke-kupa-győztes: 2007
- Francia szuperkupa-győztes: 2007